# Jirisan
Jirisan är ett berg i södra Sydkorea, beläget i den södra delen av Sobaekbergen. Det har en höjd på 1 915 meter över havet, vilket gör det till det näst högsta berget i Sydkorea, efter Halla-san. Området runt berget är upptaget i en nationalpark (Jirisan nationalpark), som var den första nationalparken i Sydkorea. Den sträcker sig över tre provinser, varav den största delen finns i Södra Gyeongsang.  Där finns också bergets högsta topp, Cheonhwangbong. En annan välkänd topp är Samshinbong. Det går bäst att vandra runt berget. 
På Jirisan finns sju stora buddhisttempel. Hwaeomsa är det största och mest kända. I templet finns flera nationalskatter, främst stenverk från 600-talet till 900-talet. Den alpina dalen Cheonghak-dong är belägen i området. I dalen finns också templet Samseong-gung, där man firar en av Sydkoreas skapelseberättelser. 